# Mafias nigérianes
Les mafias nigérianes, aussi appelées cults sont des groupes criminels de type mafia originaires du Nigeria et actifs dans sa diaspora.

## Histoire
Les cults se sont développées comme des confraternités sur les campus des universités du sud du Nigeria à partir des années 1950. En 1952 Wole Soyinka, futur prix Nobel de littérature cofonde l'une d'elles. Il s'agit alors de cercles de réflexion anticolonialistes.
Elles se sont ensuite transformées en organisations criminelles pendant les années 1980-1990, sous la dictature militaire. Les militaires se servent des cults pour mettre en place des conflits au sein de la jeunesse et affaiblir leurs dirigeants.
Elles s'implantent à Marseille à partir de 2017, avec le gang des « Bérets bleus », ou « Eiye ». À Marseille, les cults pratiquent le trafic de drogue et le proxénétisme. Ils ont une réputation de grande violence et sont en rivalité avec d'autres gangs arabes ou comoriens. De 2018 à 2020 le conflit entre « Eiye » et « Vikings » fait plusieurs morts. En 2022, des conflits éclatent entre les cults et les trafiquants existant de plus longue date à Marseille.
En novembre 2023, quinze membres du gang criminel nigérian des « Arrow Baga », accusés de viols collectifs sur des prostituées, comparaissent devant le tribunal correctionnel de Marseille. Treize accusés âgés de 22 à 37 ans sont condamnés à des peines allant de 3 à 10 ans de prison pour viols en réunion, proxénétisme aggravé par l’usage de la contrainte, détention d’armes ou encore participation à des réseaux d’immigration clandestine. La majorité des accusés est condamnée à 10 ans de prison, peine maximale que peut attribuer un tribunal correctionnel en France.

## Activités

### Réseaux de prostitutions
Les cults mettent en place des réseaux de proxénétisme. La plupart des femmes sont originaires de l'État d'Edo, et particulièrement de Benin City.
La prostitution dans la diaspora nigériane commence au début des années 1990 en Italie avant d'être mise sous la coupe des cults. Les prostituées sont violées, battues et voient leurs papiers confisqués par les cults.

### Trafic de migrants
Avec la chute de Kadhafi, la Libye est devenue une route migratoire. Les cults contrôlent la plupart des migrants qui vont à l'étranger et leur extorquent de l'argent.

### Trafic de drogue
Les mafias nigérians se sont infiltrées dans le trafic de drogues, notamment à Marseille ou à Palerme en partant du bas de l'échelle.

### Politique
Les mafias ont infiltré la politique au Nigeria. L'ancien commandant en second du groupe Maphite a ainsi reconnu qu'en échange de trois postes de ministres il a financé le gouverneur de l'État d’Edo.
Alors qu'au moins soixante personnes ont été tuées en 2019 dans l'État de Rivers, aucune enquête n'est ouverte. Des habitants relayés par Amnesty dénoncent la complicité des autorités avec les cults.

### Universités
Les cults se battent sur le campus des universités du Nigeria. Selon l'ONG Peace on Campus Initiative, il y aurait eu environ 5 000 morts entre 1994 et 2004

## Caractéristiques sectaires et sorcellerie
Au Nigeria, l'initiation se fait à l'université, généralement par un passage à tabac.
Les mafias font usage du ju-ju, auquel croient de nombreux Nigérians pour s'assurer du remboursement des « dettes » envers les organisations,,.